# UBC Fumetti
uBC Fumetti (uBC acronimo di unoffical Bonelli Comics)  è un sito web italiano dedicato ai fumetti, che contiene informazioni enciclopediche, recensioni di albi, e interviste agli autori. L'indirizzo originale del sito è www.ubcfumetti.com (ancora attivo come archivio del periodo 1996-2016) mentre i nuovi contenuti, dal 2017, si trovano all'indirizzo magazine.ubcfumetti.com
Nel 1998, il sito dichiarava più di 400.000 pagine visualizzate.
Il sito è stato fondato nel 1996 da Giovanni Gentili, ed ha avuto come direttori lo stesso Gentili fino al 2005, Marco Migliori fino al 2008, Vincenzo Oliva fino al 2010, e successivamente Martina Galea fino al 2016.
Dal 2017 è attivo il nuovo "magazine" sotto la guida di Luca Cerutti.
uBC licenzia i suoi contenuti come Creative Commons (Attribuzione - Non commerciale - Non opere derivate - 2.5); il logo e il nome appartengono a Giovanni Gentili.
Tra le varie iniziative, nel 2000, citando il format TV Grande Fratello, il sito dedicò una sua sezione, il Grande Fumetto, all'interazione di 10 personaggi Bonelli seguiti e disegnati per 100 giorni, e nominati dai visitatori.
Nel 2021, in occasione dei suoi 25 anni di attività on line, il sito riorganizza il proprio portale sia a livello grafico che contenutistico inaugurando una serie di rubriche volte ad esplorare i diversi ambiti del fumetto.
Tra le altre:
- Collaterali in Edicola: una dettagliata serie di articoli che ripercorre e racconta tutte le uscite editoriali italiane, in allegato a quotidiani o riviste, dedicate ai fumetti
- L'incompleto: rubrica dedicata a quei fumetti i cui autori non hanno mai dato una conclusione
- BD Mon Amour: rubrica dedicata ai fumetti della bande dessinée
- Benemerita Eura: rubrica che racconta i fumetti pubblicati in italia dall'Eura Editoriale sui vari Lanciostory e Skorpio
- Bonelli forever: rubrica dedicata ai personaggi ed alla storia della casa editrice milanese
- Zagor Top 5: rubrica dedicata allo Spirito con la scure con interviste agli appassionati zagoriani che stilano la loro personale classifica delle storie per loro più significative

Nel 2022 il sito si organizza come APS Amici di uBC Fumetti.
Da febbraio 2023 la direzione editoriale passa a Marco Gremignai, già autore principale delle rubriche avviate nel 2021.